# 2.ª etapa de la Vuelta a España 2024
La 2.ª etapa de la Vuelta a España 2024 tuvo lugar el 18 de agosto de 2024 y consistió en una etapa escarpada con inicio en la ciudad de Cascaes (Portugal) y final en Ourém (Portugal) sobre un recorrido de 194 km. Esta fue ganada por el australiano Kaden Groves del equipo Alpecin-Deceuninck, mientras el belga Wout van Aert del Team Visma-Lease a Bike consiguió el liderato.

## Clasificación de la etapa[3]
| Cascaes - Ourém | etapa escarpada | (194 km) |

| \| Clasificación de la etapa \| Clasificación de la etapa \| Clasificación de la etapa \| Clasificación de la etapa \| Clasificación de la etapa \| \| Ciclista \| Ciclista \| Equipo \| Tiempo \| \| \| ------------------------- \| ------------------------- \| -------------------------- \| ------------------------- \| ------------------------- \| \| 1.º \| Kaden Groves \| Alpecin-Deceuninck \| 5 h 12 min 55 s \| \| \| 2.º \| Wout van Aert \| Team Visma \\| Lease a Bike \| + 0 s \| \| \| 3.º \| Corbin Strong \| Israel-Premier Tech \| + 0 s \| \| \| 4.º \| Pau Miquel \| Equipo Kern Pharma \| + 0 s \| \| \| 5.º \| Lennert Van Eetvelt \| Lotto Dstny \| + 0 s \| \| \| 6.º \| Pavel Bittner \| Team dsm-firmenich PostNL \| + 0 s \| \| \| 7.º \| Jon Aberasturi \| Euskaltel-Euskadi \| + 0 s \| \| \| 8.º \| Aleksandr Vlásov \| Red Bull-Bora-Hansgrohe \| + 0 s \| \| \| 9.º \| Brandon Rivera \| Ineos Grenadiers \| + 0 s \| \| \| 10.º \| Filippo Baroncini \| UAE Team Emirates \| + 0 s \| \| |                     |                            |                 |
| |                     |                            |                 |
| Fuente: ProCyclingStats |                     |                            |                 |
| Clasificación de la etapa |                     |                            |                 |
| Ciclista | Ciclista            | Equipo                     | Tiempo          |
| 1.º | Kaden Groves        | Alpecin-Deceuninck         | 5 h 12 min 55 s |
| 2.º | Wout van Aert       | Team Visma \| Lease a Bike | + 0 s           |
| 3.º | Corbin Strong       | Israel-Premier Tech        | + 0 s           |
| 4.º | Pau Miquel          | Equipo Kern Pharma         | + 0 s           |
| 5.º | Lennert Van Eetvelt | Lotto Dstny                | + 0 s           |
| 6.º | Pavel Bittner       | Team dsm-firmenich PostNL  | + 0 s           |
| 7.º | Jon Aberasturi      | Euskaltel-Euskadi          | + 0 s           |
| 8.º | Aleksandr Vlásov    | Red Bull-Bora-Hansgrohe    | + 0 s           |
| 9.º | Brandon Rivera      | Ineos Grenadiers           | + 0 s           |
| 10.º | Filippo Baroncini   | UAE Team Emirates          | + 0 s           |

## Clasificaciones al final de la etapa

### Clasificación general[4]
| \| Clasificación general \| Clasificación general \| Clasificación general \| Clasificación general \| Clasificación general \| \| Ciclista \| Ciclista \| Equipo \| Tiempo \| \| \| --------------------- \| --------------------- \| -------------------------- \| --------------------- \| --------------------- \| \| 1.º \| Wout van Aert \| Team Visma \\| Lease a Bike \| 5 h 25 min 27 s \| \| \| 2.º \| Brandon McNulty \| UAE Team Emirates \| + 3 s \| \| \| 3.º \| Mathias Vacek \| Lidl-Trek \| + 5 s \| \| \| 4.º \| Stefan Küng \| Groupama-FDJ \| + 9 s \| \| \| 5.º \| Edoardo Affini \| Team Visma \\| Lease a Bike \| + 11 s \| \| \| 6.º \| Joshua Tarling \| Ineos Grenadiers \| + 11 s \| \| \| 7.º \| Mauro Schmid \| Team Jayco AlUla \| + 19 s \| \| \| 8.º \| Primož Roglič \| Red Bull-Bora-Hansgrohe \| + 20 s \| \| \| 9.º \| Bruno Armirail \| Decathlon-AG2R La Mondiale \| + 21 s \| \| \| 10.º \| João Almeida \| UAE Team Emirates \| + 22 s \| \| |                 |                            |                 |
| |                 |                            |                 |
| Fuente: ProCyclingStats |                 |                            |                 |
| Clasificación general |                 |                            |                 |
| Ciclista | Ciclista        | Equipo                     | Tiempo          |
| 1.º | Wout van Aert   | Team Visma \| Lease a Bike | 5 h 25 min 27 s |
| 2.º | Brandon McNulty | UAE Team Emirates          | + 3 s           |
| 3.º | Mathias Vacek   | Lidl-Trek                  | + 5 s           |
| 4.º | Stefan Küng     | Groupama-FDJ               | + 9 s           |
| 5.º | Edoardo Affini  | Team Visma \| Lease a Bike | + 11 s          |
| 6.º | Joshua Tarling  | Ineos Grenadiers           | + 11 s          |
| 7.º | Mauro Schmid    | Team Jayco AlUla           | + 19 s          |
| 8.º | Primož Roglič   | Red Bull-Bora-Hansgrohe    | + 20 s          |
| 9.º | Bruno Armirail  | Decathlon-AG2R La Mondiale | + 21 s          |
| 10.º | João Almeida    | UAE Team Emirates          | + 22 s          |

### Clasificación por puntos[5]
| Clasificación por puntos | Clasificación por puntos | Clasificación por puntos   | Clasificación por puntos | Clasificación por puntos |
| Ciclista                 | Ciclista                 | Equipo                     | Puntos                   |                          |
| ------------------------ | ------------------------ | -------------------------- | ------------------------ | ------------------------ |
| 1.º                      | Kaden Groves             | Alpecin-Deceuninck         | 65 pts                   |                          |
| 2.º                      | Wout van Aert            | Team Visma \| Lease a Bike | 58 pts                   |                          |
| 3.º                      | Mathias Vacek            | Lidl-Trek                  | 27 pts                   |                          |
| 4.º                      | Brandon McNulty          | UAE Team Emirates          | 20 pts                   |                          |
| 5.º                      | Luis Ángel Maté          | Euskaltel-Euskadi          | 20 pts                   |                          |
| 6.º                      | Corbin Strong            | Israel-Premier Tech        | 20 pts                   |                          |
| 7.º                      | Pau Miquel               | Equipo Kern Pharma         | 18 pts                   |                          |
| 8.º                      | Ibon Ruiz                | Equipo Kern Pharma         | 17 pts                   |                          |
| 9.º                      | Lennert Van Eetvelt      | Lotto Dstny                | 16 pts                   |                          |
| 10.º                     | Pavel Bittner            | Team dsm-firmenich PostNL  | 14 pts                   |                          |

### Clasificación de la montaña[6]
| Clasificación de la montaña | Clasificación de la montaña | Clasificación de la montaña | Clasificación de la montaña | Clasificación de la montaña |
| Ciclista                    | Ciclista                    | Equipo                      | Puntos                      |                             |
| --------------------------- | --------------------------- | --------------------------- | --------------------------- | --------------------------- |
| 1.º                         | Stefan Küng                 | Groupama-FDJ                | 2 pts                       |                             |
| 2.º                         | Luis Ángel Maté             | Euskaltel-Euskadi           | 2 pts                       |                             |
| 3.º                         | Roger Adrià                 | Red Bull-Bora-Hansgrohe     | 1 pt                        |                             |
| 4.º                         | Ibon Ruiz                   | Equipo Kern Pharma          | 1 pt                        |                             |

### Clasificación de los jóvenes[7]
| Clasificación del mejor joven | Clasificación del mejor joven | Clasificación del mejor joven | Clasificación del mejor joven | Clasificación del mejor joven |
| Ciclista                      | Ciclista                      | Equipo                        | Tiempo                        |                               |
| ----------------------------- | ----------------------------- | ----------------------------- | ----------------------------- | ----------------------------- |
| 1.º                           | Mathias Vacek                 | Lidl-Trek                     | 5 h 25 min 32 s               |                               |
| 2.º                           | Joshua Tarling                | Ineos Grenadiers              | + 6 s                         |                               |
| 3.º                           | Mauro Schmid                  | Team Jayco AlUla              | + 14 s                        |                               |
| 4.º                           | Florian Lipowitz              | Red Bull-Bora-Hansgrohe       | + 19 s                        |                               |
| 5.º                           | Mattias Skjelmose             | Lidl-Trek                     | + 20 s                        |                               |
| 6.º                           | Filippo Baroncini             | UAE Team Emirates             | + 24 s                        |                               |
| 7.º                           | Antonio Tiberi                | Bahrain Victorious            | + 25 s                        |                               |
| 8.º                           | Marco Frigo                   | Israel-Premier Tech           | + 26 s                        |                               |
| 9.º                           | Pablo Castrillo               | Equipo Kern Pharma            | + 27 s                        |                               |
| 10.º                          | Thymen Arensman               | Ineos Grenadiers              | + 27 s                        |                               |

### Clasificación por equipos[8]
| Clasificación por equipos | Clasificación por equipos  | Clasificación por equipos | Clasificación por equipos |
| Equipo                    | Equipo                     | Tiempo                    |                           |
| ------------------------- | -------------------------- | ------------------------- | ------------------------- |
| 1.º                       | UAE Team Emirates          | 16 h 17 min 13 s          |                           |
| 2.º                       | Lidl-Trek                  | + 12 s                    |                           |
| 3.º                       | Team Visma \| Lease a Bike | + 13 s                    |                           |
| 4.º                       | Red Bull-Bora-Hansgrohe    | + 24 s                    |                           |
| 5.º                       | Ineos Grenadiers           | + 40 s                    |                           |
| 6.º                       | Team Jayco AlUla           | + 54 s                    |                           |
| 7.º                       | Bahrain Victorious         | + 59 s                    |                           |
| 8.º                       | Groupama-FDJ               | + 1 min 13 s              |                           |
| 9.º                       | Decathlon-AG2R La Mondiale | + 1 min 14 s              |                           |
| 10.º                      | Equipo Kern Pharma         | + 1 min 15 s              |                           |

## Abandonos
- Dylan van Baarle (Team Visma-Lease a Bike) abandonó la carrera tras una caída.[9]